# Xã Sherman, Quận Sedgwick, Kansas
Xã Sherman (tiếng Anh: Sherman Township) là một xã thuộc quận Sedgwick, tiểu bang Kansas, Hoa Kỳ. Năm 2010, dân số của xã này là 1.716 người.